# コスース郡 (アイオワ州)
コスース郡（英: Kossuth County）は、アメリカ合衆国アイオワ州の北部に位置する郡である。2010年国勢調査での人口は15,543人であり、2000年の17,163人から9.4％減少した。郡庁所在地はアルゴナ市（人口5,560人）であり、同郡で人口最大の都市でもある。コスース郡は1851年に設立された。

## 歴史
コスース郡は1851年1月15日に設立され、ハンガリー王国の貴族で革命家のコシュート・ラヨシュにちなんで名付けられた。コシュート・ラヨシュは1848年にオーストリアからのハンガリーの独立を目指したハンガリー革命に失敗した後に追放され、アメリカに逃避してきていた。
1857年、北隣の旧バンクロフト郡を吸収して領域が拡大した。

## 地理
アメリカ合衆国国勢調査局に拠れば、郡域全面積は974.39平方マイル (2,523.7 km2)であり、このうち陸地973.01平方マイル (2,520.1 km2)、水域は1.38平方マイル (3.6 km2)で水域率は0.14％である。アイオワ州では面積最大の郡である。

### 主要高規格道路
- アメリカ国道18号線
- アメリカ国道169号線
- アイオワ州道9号線
- アイオワ州道15号線
- アイオワ州道17号線

### 隣接する郡
- マーティン郡 (ミネソタ州)、フェアリボー郡 (ミネソタ州) - 北
- ウィネベーゴ郡 - 北東
- ハンコック郡 - 南東
- ハンボルト郡 - 南
- パロアルト郡 - 南西
- エメット郡 - 北西

### 国立保護地域
- ユニオンスロー国立野生生物保護区

## 人口動態

### 2010年国勢調査
以下は2010年国勢調査による人口統計データである。
基礎データ
- 人口: 15,543人
- 人口密度: 6人/km2（16人/mi2）
- 住居数: 7,486軒
- 使用住居: 6,697軒[5]

### 2000年国勢調査

2000人口ピラミッド

以下は2000年国勢調査による人口統計データである。
| 基礎データ - 人口: 17,163人 - 世帯数: 6,974 世帯 - 家族数: 4,791 家族 - 人口密度: 7人/km2（18人/mi2） - 住居数: 7,605軒 - 住居密度: 3軒/km2（8軒/mi2） 人種別人口構成 - 白人: 98.76% - アフリカン・アメリカン: 0.11% - ネイティブ・アメリカン: 0.15% - アジア人: 0.35% - 太平洋諸島系: 0.01% - その他の人種: 0.29% - 混血: 0.34% - ヒスパニック・ラテン系: 0.81% 年齢別人口構成 - 18歳未満: 25.8% - 18-24歳: 6.1% - 25-44歳: 24.3% - 45-64歳: 23.6% - 65歳以上: 20.1% - 年齢の中央値: 41歳 - 性比（女性100人あたり男性の人口） - 総人口: 95.3 - 18歳以上: 94.0 | 世帯と家族（対世帯数） - 18歳未満の子供がいる: 30.9% - 結婚・同居している夫婦: 60.4% - 未婚・離婚・死別女性が世帯主: 5.8% - 非家族世帯: 31.3% - 単身世帯: 28.7% - 65歳以上の老人1人暮らし: 15.5% - 平均構成人数 - 世帯: 2.42人 - 家族: 2.98人 収入と家計 - 収入の中央値 - 世帯: 34,562米ドル - 家族: 41,159米ドル - 性別 - 男性: 30,191米ドル - 女性: 20,184米ドル - 人口1人あたり収入: 16,598米ドル - 貧困線以下 - 対人口: 10.2% - 対家族数: 7.5% - 18歳未満: 12.4% - 65歳以上: 8.6% |

## 都市と町
| - アルゴナ - 郡庁所在地 - バンクロフト - バート - フェントン - ラコタ - レディアード | - ローンロック - ルベルヌ - スウィーシティ - ティトンカ - ウェズリー - ウェストベンド - ウィットモア |

### 郡区
- バッファロー郡区
- バート郡区
- クレスコ郡区
- イーグル郡区
- フェントン郡区
- ガーフィールド郡区
- ジャーマン郡区
- グラント郡区
- グリーンウッド郡区
- ハリソン郡区
- ヘブロン郡区
- アーヴィントン郡区
- レッドヤード郡区
- リンカーン郡区
- ロッツクリーク郡区
- ルーバーン郡区
- プラムクリーク郡区
- ポートランド郡区
- プレーリー郡区
- ラムジー郡区
- リバーデール郡区
- セネカ郡区
- シャーマン郡区
- スプリングフィールド郡区
- スウェア郡区
- ユニオン郡区
- ウェズレー郡区
- ホイットモア郡区